# ترور نافرجام سید علی خامنه‌ای
ترور نافرجام سید علی خامنه‌ای، عملیات ترور نافرجامی بود که بنا بر ادعای جمهوری اسلامی، توسط سازمان مجاهدین خلق ایران انجام شد. در این ترور بمبی در ضبط‌صوتی که بر میز سخنرانی سیدعلی خامنه‌ای در مسجد ابوذر تهران بود، کار گذاشتند. این بمب ۶ تیر ۱۳۶۰ (درست یک روز پیش از حادثه هفتم تیر) هنگام سخنرانی او منفجر شد. امام جمعهٔ تهران و نمایندهٔ رهبر انقلاب در شورای‌عالی دفاع، از این سوءقصد که ممکن بود به مرگ وی بینجامد، جان سالم به در برد ولی جراحات شدیدی بر او وارد شد. براساس اخبار منتشره در همان زمان، سید علی خامنه‌ای «از نقطه بالای کتف راست و بالای ران سمت راست» مجروح شد و «استخوان ترقوه» اش شکست و با قطع چند رگ و عصب دست راست وی، دچار مشکل حرکتی شد. دست راست او از آن هنگام از کار افتاده است.
بر طبق گزارش روزنامهٔ کیهان در شماره فردای ترور عجب در داخل ضبط صوت نوشته شده‌بود: «هدیهٔ گروه فرقان». اعضای گروه فرقان پس از ترورهای سال ۱۳۵۸ دستگیر و اعدام شده‌بودند، اما برخی از پیروان آنها گروه رهروان فرقان را تأسیس کردند و قاسم اسلامی و سید علی خامنه‌ای را ترور کردند.
مرکز اسناد انقلاب اسلامی نیز این ترور را کار بازماندگان گروه فرقان می‌داند با این تفاوت که نام عامل اصلی را امیرمسعود تقی‌زاده می‌داند. از طرفی دیگر معاون وقت دادستانی انقلاب به این مطلب اشاره نموده است که: محمد جواد قدیری؛ از جمله افرادی است که در طراحی انفجار مسجد ابوذر شرکت داشت. قدیری عضوی قدیمی و دارای اهمیت در سازمان و همچنین فردی نفوذی در کمیته انقلاب مستقر در (اداره دوم) ستاد ارتش کشور بود که البته پس از سوءقصد نافرجامی که علیه سید علی خامنه‌ای انجام داد متواری شد و از ایران فرار کرد.

## زمینه‌های ترور
در سالهای اولیه پس ازانقلاب ایران دو جناح موسوم به نیروهای خط امام و لیبرالها در ساختار سیاسی رسمی کشور فعالیت می‌کرد. خامنه‌ای در جناح خط امام بود وچهرهٔ شاخص جناح لیبرال، ابوالحسن بنی‌صدر بود. این دو اختلاف نظراساسی با یکدیگر داشتند.
خامنه‌ای از ۱۳۵۸ تا اول تیر ۱۳۶۰ در موارد گوناگون بر ضد جناح لیبرال و ملی‌گرا موضع مخالف گرفت. او به دنبال بستن دفتر مستشاری نظامی آمریکا در ایران علی رغم تغییر نام آن از سوی دولت موقت بود. در مورد انتخاب وزیران و معاونان آنها ونیز مسئلهٔ پاکسازی در ادارات و سازمانهای دولتی با انتخاب افرادی که طرف‌دارسازش با آمریکا بودند، مخالفت می‌کرد.
وقتی در۳۰ خرداد ۱۳۶۰ طرح عدم کفایت سیاسی بنی صدر برای ریاست‌جمهوری در مجلس شورای اسلامی مطرح شد، خامنه‌ای در موافقت با طرح، سخنرانی کرد.
خامنه‌ای اولین فردی بود که در حوادث و جریانات پس از عزل بنی‌صدر از فرماندهی کل قوا و ریاست‌جمهوری ترور شد.